# Terezie Andská
Juana Enriqueta Josefina od Nejsvětějšího Srdce Fernández Solar (13. července 1900 Santiago, Chile – 12. dubna 1920 Los Andes, Chile), známá spíše jako svatá Terezie Andská nebo svatá Terezie od Ježíše (z Los Andes), byla nejmladší svatořečená bosá karmelitka a první světice jihoamerického státu Chile. Shodou okolností je také první mimoevropskou kanonizovanou klauzurovanou sestrou tereziánského Karmelu.

## Život

### Od narození po vstup do kláštera
Narodila se do výše postavené, bohaté a zbožné rodiny, která však během jejího života postupně chudla a ztrácela své postavení. Jejími rodiči byli Miguel Fernández a Lucie Solar. Z počátku jejího života žila celá rodina společně s dědečkem z matčiny strany. Celkem měla 5 sourozenců: sestry Rebeku a Lucitu, bratry Nineta, Lucha a Miguela. V internátu u francouzských Sester Nejsvětějšího srdce Ježíšova prožila bezmála 10 let (jedna z jejich příbuzných se později stala řeholnicí právě tohoto řádu). Během studia dosahovala výborných výsledků, přesto internát a školu u sester předčasně opustila, neboť se její sestra Lucita vdala a odstěhovala se.
Své povolání na Karmel rozpoznala již ve 14 letech. Zpočátku o tom věděl jen její duchovní vůdce a její sestra Rebeka. Když tato její volba vyšla najevo, snažilo se ji okolí všemožně přesvědčit, aby změnila názor. Největší úsilí vynaložila jedna z tet. Do Karmelu Ducha svatého v Los Andes vstoupila 7. května 1919 se souhlasem obou rodičů, ale její sourozenci až na nejmladšího Nineta jsou tímto rozhodnutím zklamáni a těžce je nesou.

### Pobyt v klášteře a smrt
Po 5 měsících postulátu zahájila noviciát obláčkou s řeholním jménem Terezie od Ježíše. Svoji smrt předvídala s měsíčním předstihem.[zdroj⁠?!] Pro výjimku ve stanovách se rozhodla složit na smrtelném loži své slavné sliby, i když ještě její kanonický noviciát řádně neskončil. Zemřela v přítomnosti modlících se spolusester a její poslední slova byla: „Můj ženichu“.

## Dílo
- Letters of Saint Teresa of Jesus of the Andes[1] – dopisy přeložené do angličtiny
- God the Joy of My Life. The Diary of Blessed Teresa of the Andes[2] – biografie

## Svatá Terezie od Ježíše z los Andes ve filmu, literatuře a umění
- televizní minisérie Teresia de Los Andes (1989)
- biografie God is All Joy: The Life of St. Teresa od the Andes sepsaná Jennifer Moorcroftovou
- A New Hymn to God sestaveno Michaelem D. Griffinem, OCD – texty homílií Jana Pavla II. pronesené při příležitosti kanonizace a kardinála Sodana, kterou pronesl při děkovné mši za kanonizaci této řeholnice a meditace na texty mše ke cti sv. Terezie.
- Testimonies to Blessed Teresa of the Andes sestaveno Michaelem D. Griffinem, OCD – skládá se z nekrologu napsaný krátce po smrti sv. Terezie matkou představenou kláštera, v kterém žila; svědectví bratra Lucha o jeho sestře, které podal během beatifikačního procesu; překlad Así pensaba Teresa de Los Andes, výběr modliteb z deníku sv. Terezie; Relatio sepsané Fr. Valentinem Maccaem OCD; texty sepsané sestrami karmelitkami z Los Andes.

## Kanonizace
Jan Pavel II. ji nejprve blahořečil 3. dubna 1987 v Santiagu de Chile, následně ji 21. března 1993 svatořečil v Římě.

## Zajímavosti
- Již při první návštěvě v Karmelu v Los Andres jí matka představená oznamuje, že má pro ni vybrané jméno Terezie od Ježíše.
- Z čistě praktických důvodů bývá nazývána Terezií Andskou, aby byla odlišena od zakladatelky Bosého Karmelu, svaté Terezie z Ávily, která užívala stejné řeholní jméno.
- Všichni její sourozenci a oba rodiče ji přežili.